# Österreichische Judo-Damen-Mannschaftsmeisterschaft 1999
Die Österreichische Judo-Damen-Mannschaftsmeisterschaft 1999 ermittelte zum 18. Mal den Österreichischen Mannschaftsmeisters im Judo. Sie wurde vom Österreichischen Judoverband ausgetragen. Sieger war zum dritten Mal der Vereinsgeschichte der SV Straßwalchen.

## Tabelle
| Position | Mannschaft             | Ort           | Bundesland | Quelle |
| -------- | ---------------------- | ------------- | ---------- | ------ |
| 1        | SV Straßwalchen        | Straßwalchen  | Salzburg   | [ 2 ]  |
|          | JGV Wien               | Wien          | Wien       | [ 3 ]  |
|          | JZ Innsbruck           | Innsbruck     | Tirol      | [ 3 ]  |
|          | PSV Salzburg           | Salzburg      | Salzburg   | [ 3 ]  |
|          | Sanjindo Bischofshofen | Bischofshofen | Salzburg   | [ 3 ]  |

Stand: 2025-03-15